# Église d'Aura
 (février 2024).
 (février 2024).
L'église d'Aura (en finnois : Auran kirkko) est une église luthérienne  située à Aura en Finlande.

## Description
L'église est construite en 1804 sous la direction de Mikael Piimänen.
Le clocher séparé est de 1774.
L'orgue à 15 jeux est livré en 1990 par la fabrique d'orgues Hans Heinrich.
Le mémorial aux soldats tombés à la guerre est sculpté par Jussi Vikainen en 1956.